# الطاقة في النرويج

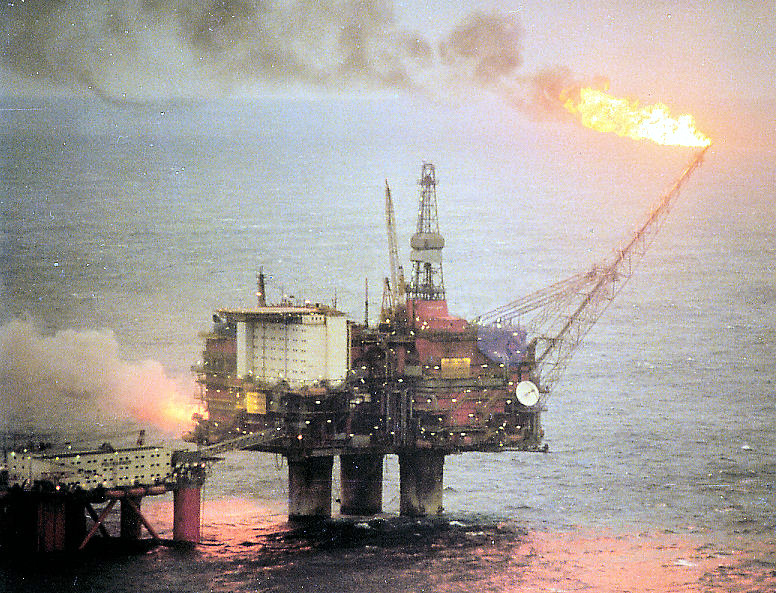
محطة نفط ستاتويل في بحر الشمال.

منذ اكتشاف نفط بحر الشمال في المياه النرويجية خلال أواخر الستينات من القرن العشرين، أصبحت صادرات النفط والغاز الطبيعي من العناصر الهامة للاقتصاد النرويجي. مع بلوغ إنتاج النفط في بحر الشمال ذروته، والخلافات حول التنقيب عن النفط في بحر بارنتس، واحتمال التنقيب في القطب الشمالي، فضلا عن تنامي القلق الدولي بشأن ظاهرة الاحتباس الحراري، أصبحت الطاقة في النرويج تحظى باهتمام كبير في الفترة الحالية.